# 日美野梓
日美野梓（或译：日比野梓，Azusa Hibino，1990年7月26日—），日本女童星。出生于日本东京，12岁时出版第一本个人写真集，现在是日本颇为有名的U-15偶像。

## 个人作品
- 写真集系列（7部）
- 写真集系列（7部）
- 写真集系列（4部）
- 写真集系列（9部）